# Lapplandståget

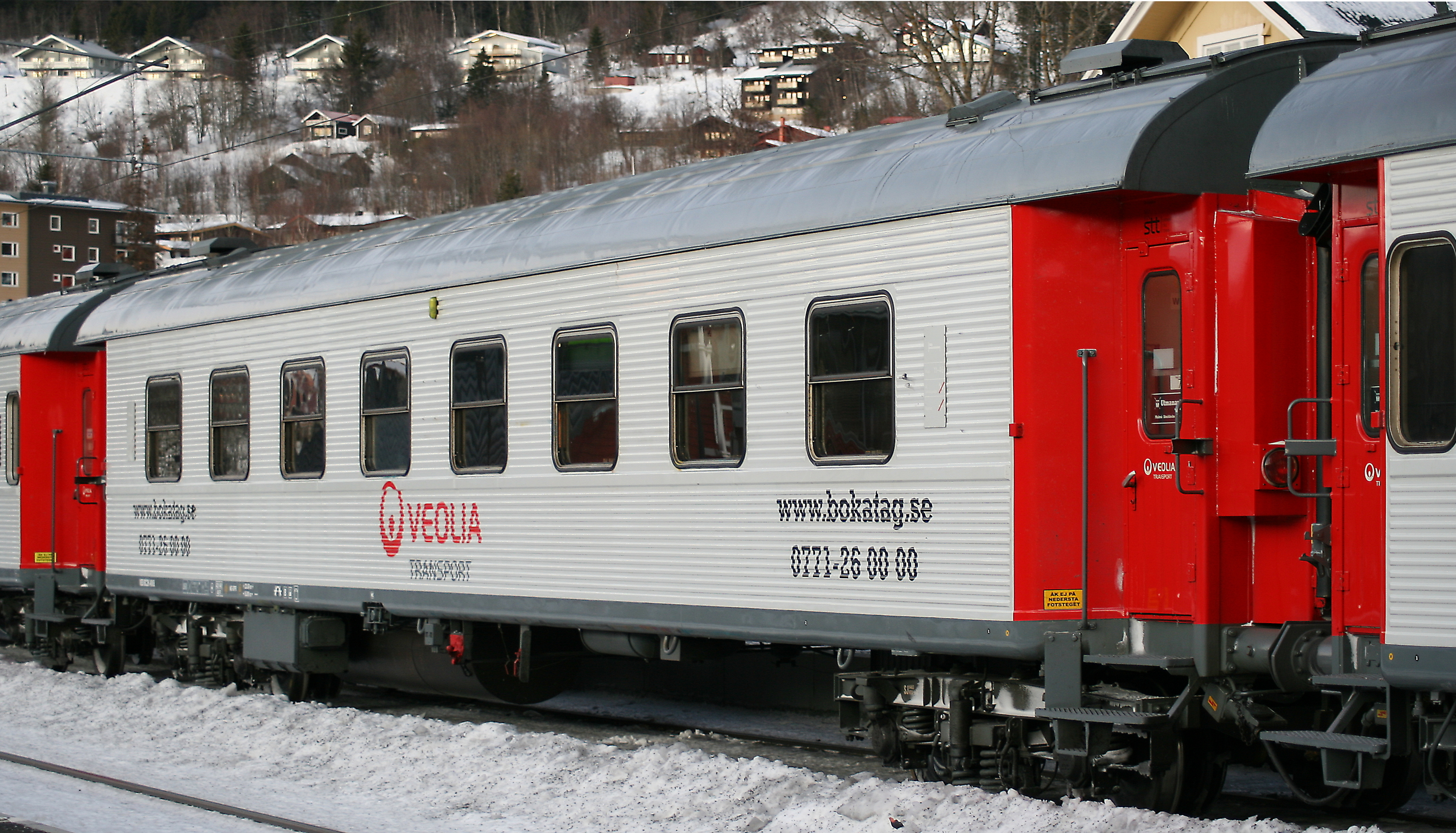
Liegewagen des Lapplandståget

Lapplandståget war von 2008 bis 2010 die Bezeichnung für eine der längsten durchgehenden Zugreisen Europas. Betrieben wurde die Verbindung durch Veolia Transport.
Der Zug startete in Malmö und Göteborg und fuhr über Stockholm, Boden und Kiruna nach Narvik. Auf der Fahrt wurde ganz Schweden durchquert, die Endstation Narvik befand sich in Norwegen. Der Laufweg betrug zwischen Malmö und Narvik 2147 Kilometer, dieser wurde in einer Zeit von rund 28 Stunden (nordwärts 28 Stunden 20 Minuten, südwärts 27 Stunden 52 Minuten) zurückgelegt. Der Zug verkehrte nur im Hochsommer, zuletzt zwischen dem 2. Juli und 15. August 2010, einmal pro Woche zwischen Malmö und Narvik und zwischen Göteborg und Narvik.
Die Strecke wurde nach 20 Jahren Pause erstmals wieder im Juni 2008 durchgängig befahren. In der Zwischenzeit verkehrte der Zug zwar weiterhin, allerdings war sein Laufweg auf die Strecke Göteborg–Kiruna beschränkt. Der Zug wurde in der Sommersaison 2008 jeden Freitag von Ende Juni bis Mitte August zwischen Malmö und Narvik sowie jeden Montag zwischen Göteborg und Narvik eingesetzt. Die Bezeichnung des Zuges als Lapplandståget wurde erst mit der Wiedereinführung 2008 als offizielle Bezeichnung eingeführt.

## Filmbericht
Filmfassung von 1993 in der BR-Mediathek 
- Roman Brodmann, 1983: Der Lapplandpfeil SWR, 45 Min (Das Filmmaterial von 1983 stammt aus der Serie `Aus der Welt der Eisenbahn (später Eisenbahn-Romantik)'.)[1]